# 上村修三郎
上村 修三郎（うえむら しゅうさぶろう、1945年7月26日 - 2002年3月1日）は、日本の歯科医師、歯学者。元徳島大学歯学部歯科放射線学教授。正四位・勲三等。顎関節に関する画像診断で知られる。日本歯科放射線学会長、日本顎関節学会理事、歯科医師国家試験委員、文部省学術審議会専門委員、文部省大学設置・学校法人審議会専門委員。

## 経歴
1970年大阪大学歯学部を卒業、以後同大学助手、講師を務め、1980年より徳島大学歯学部教授に就任。2002年、永眠。

## 著作
- 上村, 修三郎、杉崎, 正志、柴田, 考典 編『顎関節小事典』ヒョーロン・パブリッシャーズ〈日本歯科評論別冊〉、1990年5月30日。
- 上村, 修三郎、杉崎, 正志、柴田, 考典ほか 編『顎関節小事典II』ヒョーロン・パブリッシャーズ〈日本歯科評論別冊〉、1993年5月28日。
- 坂東, 永一、三谷, 英夫、上村, 修三郎 ほか 編『アドバンスシリーズ〔2〕顎機能障害 新しい診断システムと治療指針』医歯薬出版、1993年12月。ISBN 978-4-263-45162-5。
- 野井倉武憲、和田卓郎、岡野友宏、古跡養之眞、前多一雄、上村修三郎、神田重信、岸幹二、湯浅賢治、小林馨 著、日本歯科放射線学会、野井倉武憲、和田卓郎、岡野友宏、古跡養之眞、前多一雄、上村修三郎、神田重信、岸幹二 編『口腔画像診断アトラス』医歯薬出版、1994年7月。ISBN 978-4-263-45260-8。
- 上村修三郎 著「7章 口にできるがん 3がんの画像診断」、徳島大学 編『歯と口と健康 生きるよろこびを支える口の科学』医歯薬出版、1998年8月。ISBN 978-4-263-45413-8。
- 監修 西連寺永康 編集 淵端孟・野井倉武憲・岸幹二 編『標準歯科放射線学』（第2版）医学書院、東京都文京区、2000年5月1日。ISBN 4-260-13726-3。

## 所属団体
- 日本歯科放射線学会元理事、第31回会長[3]
- 日本顎関節学会 元理事[1]